# Anneli Ahlbom
Anneli Anna-Liisa Irmeli Ahlbom Berglind, född 30 december 1945 i Åbo, är en svensk TV-producent.
Hon är dotter till Karl August Ahlbom och Irma Ahlbom. Hon är gift med Stig Berglind.
Anneli Ahlbom har studerat vid Poppius journalistskola och Stockholms universitet. Vid Sveriges Television var hon 1968–1970 scripta och producent vid sportredaktionen och 1970–1978 producent vid nyhetsredaktionen. Hon arbetade 1978–1983 för NBC och CBS News i New York och återvände 1983 till SVT och Rapport-redaktionen. Hon var 1987–1988 reporter för Sköna söndag, var producent för trontillträdet 1973 och har gjort valreportage och direktsändningar för SVT i USA 1981, 1985 och 1987, Storbritannien 1987 och Finland 1987.